# キタクビワコウモリ
キタクビワコウモリ (Eptesicus nilssonii) はコウモリの一種である。ヒメホリカワコウモリとも呼ばれる。成長したキタクビワコウモリは体長4.9-6.6 cm, 尾の部分 3.2-5.1 cm、羽の長さが 4.1-5.1 cmである。この種はヨーロッパ全域、アジア全域、イギリスから北海道まで、南は北インドまで分布している。

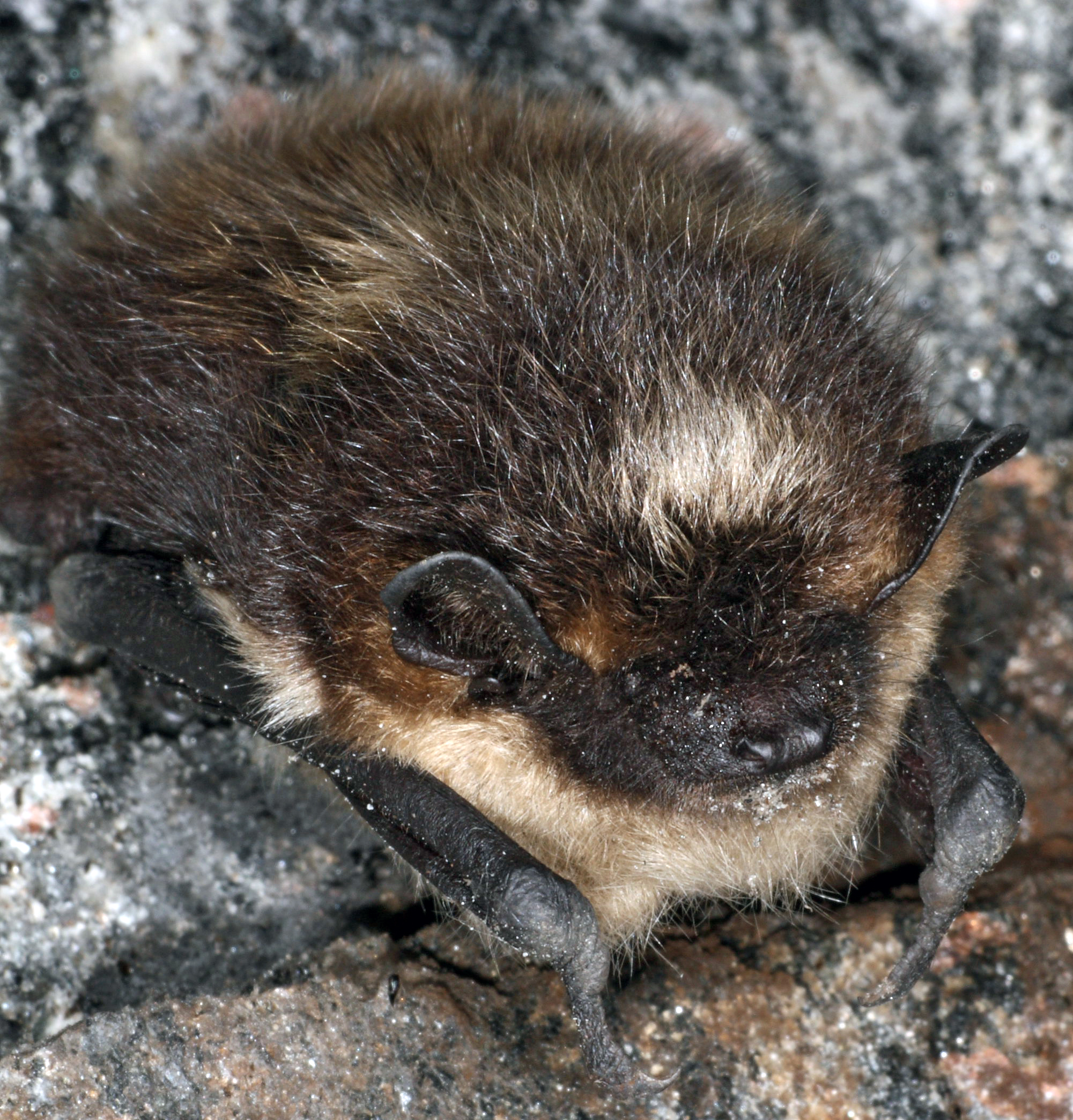
冬眠する

2002年（平成14年）3月に『改訂・日本の絶滅のおそれのある野生生物 -レッドデータブック- 1 哺乳類』が作成された際には絶滅危惧IB類（EN）であったが、2007年（平成19年）8月3日に最新のレッドリスト（2007年版）ではリストより削除された。